# Xenoestrogen
Xenoestrogeny jsou chemické látky, které nejsou tělu vlastní, ale svými biologickými účinky napodobují ženské hormony estrogeny.
Jde o látky s rozmanitou chemickou strukturou, které mohou aktivovat či blokovat estrogenový receptor. Může jít o látky přírodního původu, např. fytoestrogeny nebo o látky syntetické jako některé pesticidy nebo průmyslové chemikálie, např. ftaláty, bisfenol A. alkylfenoly nebo polychlorované bifenyly.